# Сомалийские горные ксерические леса
Сомалийские горные ксерические леса — экологический регион, находящийся на побережье полуострова Сомали. Статус сохранности экорегиона оценивается как критический, его специальный код — AT1319.

## Рельеф
Большинство высокогорных районов сложены известняком и гипсом. Экорегион включает высшую точку Сомали — гору Шимбирис высотой приблизительно 2416 м. Имеются обширные прибрежные равнины и горные откосы на высоте более 1500 м, которые иногда считают продолжением Эфиопского нагорья.

## Климат
Климат жаркий и сухой со значительными сезонными колебаниями температуры. В среднем температура днём составляет от 21 °C до 30 °C в низинах и от 9 °C до 21 °C в горах. Годовое количество осадков составляет менее 200 мм в низменных районах, по всей видимости, на возвышенностях это число должно быть выше. На откосе возле города Майд выпадает самое большое количество осадков в Сомали — более 700 мм в год.

## Флора и фауна
Большая часть экорегиона не исследована биологически из-за политической нестабильности в Сомали.

### Растения
Минимум десять видов растений являются эндемиками. Растительность варьируется в зависимости от высоты, количества осадков и типов почвы. Древесная растительность наиболее густая на прибрежных районах, преобладают роды акация, коммифора и босвеллия. Среди кустарников встречаются виды Dracaena schizantha, Buxus hildebrandtii и Pistacia aethiopica. Среди эндемиков есть четыре вида солнцецвета и один вид Thamnosma.

### Животные
Среди млекопитающих строгими эндемиками являются как минимум шесть видов, помимо них встречаются почти эндемичные виды. Среди рептилий строго эндемичными являются змеи Spalerosophis josephscorteccii и Leptotyphlops reticulatus и ящерица Pseuderemias savagei, а также две другие рептилии, почти эндемичные для экорегиона. Встречаются три строго эндемичных вида птиц: сомалийский голубь, Turdus ludoviciae и Carduelis johannis. Почти эндемичными считаются три мелких вида млекопитающих: сомалийский ёж, сомалийская иглистая мышь и прыгунчик Ревуала.
Некоторые крупные млекопитающие, такие как антилопа бейра, газель Спика и сомалийская газель находятся под угрозой из-за чрезмерной охоты.

## Состояние экорегиона
В экорегионе низкая численность населения, имеются недоступности к определённым участкам суши. Несмотря на это, экорегиону угрожают многочисленные факторы, из-за чего также отсутствует точная информация о среде обитания в экорегионе. Считается, что основными угрозами для экорегиона являются интенсивный выпас коз и другого домашнего скота, вырубка деревьев, охота на крупных млекопитающих, а также политическая нестабильность. Известно, что площадь лесов сильно сократилась, а оставшиеся леса сильно деградировали. Популяции многих крупных млекопитающих сильно сократились из-за охоты. Единственными охраняемыми территориями являются всего несколько лесных заповедников.